# Капущиньский, Януш
Януш Капущиньский (англ. Janusz Kapuściński, 25 июня 1949 года, Калиш, Польша — 2 февраля 2024 года) — польский учёный-геофизик, агрометеоролог, доктор сельскохозяйственных наук.

## Биография
В молодости работал журналистом на радио «Меркурий», где в течение пятнадцати лет представлял прогноз погоды.
Окончил 1-ю общеобразовательную среднюю школу им. Адама Асныка в Калише, а в 1973 году — магистратуру факультета гидромелиорации Сельскохозяйственного университета имени Августа Цешковского в Познани. Во время и после учёбы был президентом научного клуба «Мелиорант».
В 1982 году получил степень доктора сельскохозяйственных наук на сельскохозяйственном факультете Люблинского сельскохозяйственного университета имени Августа Чешковского в Познани защитив диссертацию на тему «Теплообмен и влагообмен между приземным слоем воздуха и почвой», научной руководителем которой был профессор Ежи Яворский. В 1989 году он участвовал в полярной экспедиции на Шпицберген в Норвегии. В 2000 году получил докторскую степень на факультете мелиорации и инженерной экологии Аграрного университета во Вроцлаве, защитив диссертацию «Структура теплового баланса деятельной поверхности на фоне климатических условий центрально-западной Польши».
Капущиньский преподавал в Государственном высшем профессиональном училище в Калише, в Сельскохозяйственном университете и в Университете естественных наук в Познани, а также в Познанском технологическом университете. Он был заместителем директора Института эконометрики и информатики Ченстоховского политехнического университета, а ранее занимал должность заместителя директора Института логистики и международного менеджмента.
В 1998 году Капущиньский основал первую в Польше ассоциацию по защите прав арендаторов «Наш Дом». Его величайшим успехом стало раскрытие скандала с завещанием Мелании Розмаринович, которое было подделано людьми, связанными с системой правосудия. Он также стал соучредителем Совета жилого массива Познань-Ежице и был его председателем правления. В 2011 году он был награждён рыцарским крестом ордена Возрождения Польши за свою деятельность в Движении гражданских комитетов.
В 2010 году он присоединился к Познаньскому комитету социальной поддержки Ярослава Качиньского во время президентских выборов в Польше. В 2014 году на местных выборах Капущиньский баллотировался вторым номером в списке партии «Право и справедливость» в городской совет Познани и получил мандат депутата, набрав 341 голос. Он вошёл в Почётный академический комитет Анджея Дуды, поддержав его кандидатуру на президентских выборах в Польше в 2015 году.
Януш Капущиньский состоял членом Академического общественного клуба имени президента Леха Качиньского в Познани.
Умер 2 февраля 2024 года. 8 февраля 2024 года был похоронен на городском кладбище в Калише.